# R.O.B.
R.O.B. (acrónimo de Robotic Operating Buddy) es un accesorio creado por Nintendo para la consola Nintendo Entertainment System. Se lanzó en 1984 en Japón como Famicom Robot, y un año después apareció en Estados Unidos con el nombre de que más se le conoce, R.O.B. Tuvo un corto período de existencia, debido a la poca utilidad que hacían los videojuegos de este accesorio; únicamente dos. Con los años ha llegado a convertirse en un icono, debido al uso como personaje que la propia Nintendo le ha dado en varios de sus juegos.

## Historia
En América se vendió en dos tipos de packs. Uno fue el NES Deluxe Set, que incluía la consola, un R.O.B., una Nintendo Zapper, dos mandos y dos juegos (Duck Hunt y Gyromite). El otro pack incluía un R.O.B. más el juego Gyromite. En Japón se vendió junto al juego Stack-Up.
Gyromite y Stack-up fueron los dos únicos juegos que hicieron uso de este accesorio. A pesar de ello, este accesorio sirvió para despertar el interés por los videojuegos, tras la crisis sufrida en 1983. Los vendedores eran reacios entonces a vender videojuegos, pero pronto vieron que la NES junto a R.O.B. se vendía bien anunciándolo como un «robot de juguete».

## Funcionamiento
R.O.B. funciona a través de estímulos ópticos que capta estando enfrente de la televisión donde se juega. Puede mover sus brazos a derecha e izquierda, y arriba y abajo interactuando con el videojuego. Sus manos, semejantes a pinzas, pueden manejar ciertos objetos previamente dispuestos en su base.
En el juego Gyromite, R.O.B. puede pulsar los botones del mando de la consola, y en Stack-Up, el jugador pulsa un botón del mando cuando R.O.B. completaba una tarea.

### Especificaciones
- Altura: 24cm.
- Rango de movimiento del brazo: 300° izquierda/derecha (cinco puntos de parada), 7cm arriba/abajo (seis puntos de parada), 7cm entre las manos cuando están abiertas. El eje rotacional se manejaba automáticamente, aunque podía ser manipulado manualmente.
- Rango de movimiento de la cabeza: 45° de inclinación, centrado horizontalmente. Esta parte era la más común que sufriera daños.
- Cinco ranuras para accesorios alrededor de su base hexagonal (numerados en sentido de las agujas del reloj, comenzando por detrás a la izquierda) y huecos en sus manos para permitir el manejo de ciertos objetos que requiriera el juego.
- LED rojo encima de su cabeza para indicar el estado de lectura.
- Necesarias cuatro pilas AA.
- Podía añadirse un filtro a sus "ojos" para compensar el brillo excesivo de algunas televisiones.
- El R.O.B. original de Japón era blanco con los brazos granates, a juego con la Famicom; el americano usaba los dos tipos de grises de la NES.

## Desventajas
R.O.B. no se debe mover o manipular mientras funcione en determinado juego. De lo contrario, puede crear un desorden:
- Si se mueve una ficha o los discos giratorios, no tiene sentido seguir jugando, ya que no detectará cuándo se muevan las piezas. Solo seguirá funcionando y no vale la pena reponer todo, porque se pierde tiempo en el juego.
- Lo correcto es no dejarlo en el suelo, porque por error humano se puede patear o pisotearlo. Se sugiere dejarlo en una mesa.

## Apariciones secundarias
R.O.B., en la ficción, es un robot más desarrollado. Su cuerpo puede curvarse y sus brazos pueden moverse en cualquier dirección, como los brazos de un ser humano; de hecho su cabeza, y su base pueden girar y doblarse en cualquier dirección. Sus ojos tienen la capacidad de disparar rayos de energía. También posee un propulsor de aire para desplazarse sobre el terreno. R.O.B. posee una muy notable inteligencia artificial, lo cual le permite manifestar sus sentimientos y emociones.

### Apariciones jugables
- Mario Kart DS incluye a R.O.B. como uno de los conductores seleccionables. Requiere primero ser desbloqueado ganando los cuatro trofeos de oro en el modo «Espejo» de 150cc, siendo que el modo ‘Espejo’ 150cc es desbloqueable.
- Super Smash Bros. Brawl incluye a R.O.B. como luchador secreto, además de formar parte de la historia del modo El emisario subespacial. Los R.O.B vivían en la isla de los antiguos, pero Tabuu la usó para crear armas para el Subespacio. El R.O.B jugable es el Ministro antiguo o Robot Supremo. Su apariencia por defecto es la del R.O.B. japonés, pero también puede seleccionarse con el color gris occidental.
- Super Smash Bros. para Nintendo 3DS y Wii U vuelve a incluir a R.O.B como personaje seleccionable secreto. En la versión americana y europea del juego, su color por defecto es el de la versión norteamericana del accesorio, pero en Japón, su color por defecto es el japonés. Sin embargo, ambas versiones son seleccionables en todas las versiones.
- Super Smash Bros. Ultimate nuevamente incluyó a R.O.B en la saga, siendo el color dependiendo de la versión del juego e igualmente poder cambiarlo. La única diferencia es el uso de su Smash Final.

#### Movimientos de R.O.B. enSuper Smash Bros.
- Láser Robo: un láser rosa capaz de golpear varios oponentes a la vez y reflejarse en ángulo en el suelo y algunas paredes.
- Rotor: con este movimiento, R.O.B. girará sus brazos a gran velocidad, lo que le permite reflejar cualquier proyectil que venga hacia él. Es algo débil.
- Propulsor Robo: R.O.B. enciende los propulsores que posee en su base, permitiéndole desplazarse libremente por el aire. Requiere combustible.
- Gyro: es el famoso juguete que utiliza R.O.B. en el juego de Gyromite. Debe ser recargado antes de ser lanzado. Es muy potente y lanza a los enemigos a gran velocidad.
- Rayo Difuso: es el Smash Final de R.O.B. Cuando se activa, R.O.B. libera de sus ojos un vórtice de Electricidad débil, que sirve para aumentar gradualmente el porcentaje de daño del oponente, seguido por un muy fuerte láser (posiblemente como el Láser Robo mencionado arriba) que manda lejos a los oponentes. El proceso se repite unas cuantas veces antes de terminar el efecto.

### Otras apariciones
- ROB 64 de la saga Star Fox está inspirado en este accesorio, aunque estéticamente no tengan un gran parecido.
- En F-Zero GX, en el circuito de Port Town puede verse una réplica gigante de R.O.B. formando parte del escenario. Esta réplica también aparece en el juego Super Smash Bros. Brawl.
- En WarioWare: Smooth Moves hace de enemigo final en los microjuegos de 9-Volt. Este microjuego consiste en ir con el Arwing de Fox McCloud en el juego Star Fox. Al llegar al final de la fase, R.O.B. espera y dispara con una Zapper de NES.
- En WarioWare de GBA aparece en un microjuego, el cual consiste en agarrar con los brazos de ROB unos conectores.
- En Kirby's Dream Land 3, el jugador tiene que armar a R.O.B. para terminar un nivel.
- En Pikmin 2, la cabeza de un R.O.B. es uno de los tesoros del juego.
- En WarioWare: Touched!, en el microjuego «Gunslinger» de 9-Volt al disparar a un barril grande aparece R.O.B.